# Bernhard Klosterkemper
Bernhard Klosterkemper (Coesfeld, 17 aprile 1897 – Brema, 19 luglio 1962) è stato un generale tedesco della Wehrmacht durante la seconda guerra mondiale.

## Biografia
Dopo aver prestato servizio come ufficiale dell'esercito imperiale tedesco nella prima guerra mondiale, Klosterkemper venne promosso tenente nel febbraio 1918. Dopo lo scioglimento dell'esercito tedesco, venne accolto nel Reichswehr, dove ottenne il grado di maggiore nel 1936.
Nella Wehrmacht, Klosterkemper ottenne il comando della 91ª divisione di fanteria (aviotrasportata), della 243ª divisione di fanteria e della 180ª divisione di fanteria durante la seconda guerra mondiale. Nel maggio del 1945 venne catturato e venne liberato nel 1947. Si ritirò in Germania, a Brema, dove visse con sua moglie Dorothea von Gröning (1901–1993) a Villa Waldwiese.